# Cryptotendipes nigronitens
Cryptotendipes nigronitens är en tvåvingeart som först beskrevs av Edwards 1929.  Cryptotendipes nigronitens ingår i släktet Cryptotendipes och familjen fjädermyggor. Arten är reproducerande i Sverige. Inga underarter finns listade i Catalogue of Life.